# Баловский сельский совет
Баловский сельский совет (укр. Балівська сільська рада) — упразднённая административная единица в составе
Днепровского района
Днепропетровской области
Украины.
Административный центр сельского совета находился в
с. Баловка.

## Населённые пункты совета
- с. Баловка